# مدال ولاستن

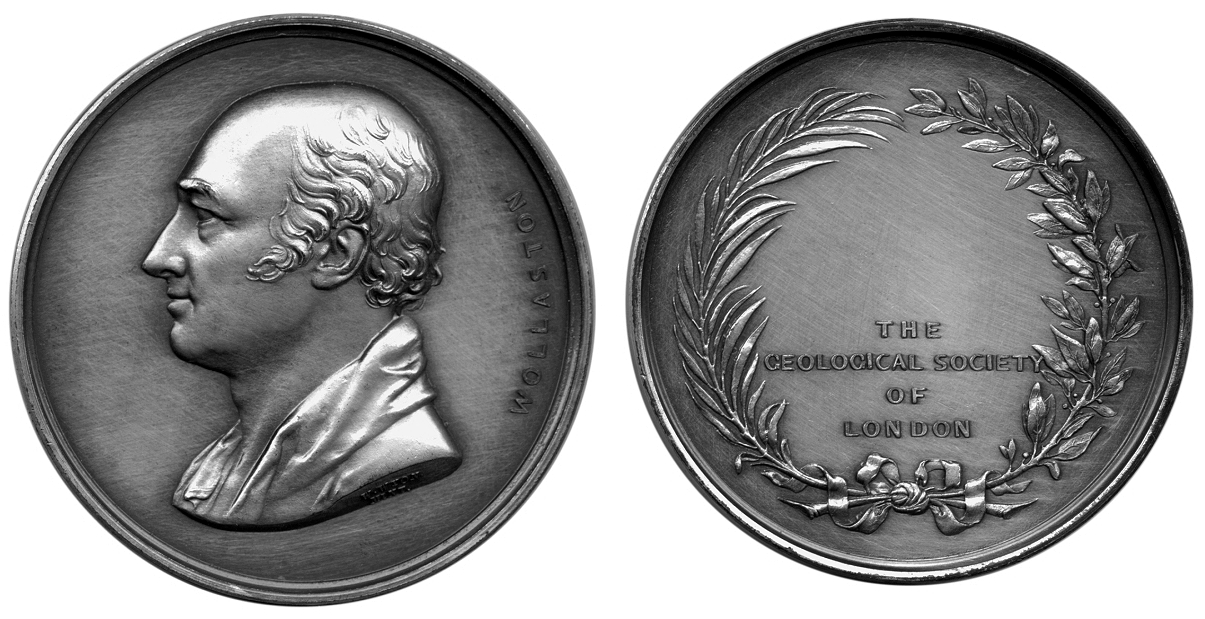
مدال ولاستن

مدال ولاستن (انگلیسی: Wollaston Medal) جایزه‌ای علمی در حوزه زمین‌شناسی است که بالاترین جایزه قابل اعطا توسط انجمن زمین‌شناسی لندن محسوب می‌شود.
این جایزه به‌افتخار ویلیام هاید ولاستن نام‌گذاری شده و اولین بار در سال ۱۸۳۱ اعطا شد.